# Daniel Murphy (arcivescovo)
Daniel Murphy (Belmont, 15 giugno 1815 – Low Head, 29 dicembre 1907) è stato un arcivescovo cattolico irlandese.

## Biografia
Figlio di Michael Murphy e di sua moglie Mary McSweeney, compì gli studi ecclesiastici in seminario e al Maynooth College: fu ordinato prete nel 1838. 
Desiderando lavorare nelle missioni, nel 1839 raggiunse il vicariato apostolico di Madras, in India, retto dal vescovo irlandese John Fennelly. Nel 1845 fu eletto coadiutore di Fennelly e l'11 ottobre 1846 a Kinsale fu consacrato vescovo con il titolo di Filadelfia d'Arabia. Fu scelto come primo vicario apostolico di  Hyderabad nel 1851, ma nel 1864 lasciò la guida della missione per motivi di salute e tornò in patria.
Il 14 novembre 1865 giunse la nomina a vescovo coadiutore di Hobart, in Tasmania: insieme con suo nipote, il sacerdote Michael Beechinor, raggiunse prima Melbourne e poi, nell'aprile 1866, Hobart. Al suo arrivo il suo predecessore, Robert William Willson, si era già dimesso, quindi il 6 maggio 1866 Murphy prese possesso della sua sede residenziale.
Il vescovo fece giungere dall'Irlanda sua sorella Xavier Murphy, che lasciò il monastero delle suore della Presentazione di Fermoy insieme con quattro consorelle per fondare una nuova comunità in Tasmania.
Nel 1867 autorizzò la pubblicazione del giornale cattolico diocesano Tasmanian Catholic Standard. Difese le sovvenzioni economiche dello Stato alla diocesi messe a rischio da un progetto legislativo, poi effettivamente approvato nel 1869.
Dopo il ritiro dei sussidi pubblici alle scuole confessionali, organizzò il sistema diocesano di istruzione attraverso le scuole cattoliche; promosse anche la fondazione del St. Virgil's College da parte dei Fratelli cristiani, aperto solo nel 1911.
Prese parte al Concilio ecumenico Vaticano e vi si espresse a favore della proclamazione del dogma dell'infallibilità papale.
Promosse la ricostruzione, a partire dal 1877, della St. Mary's Cathedral, pericolante a causa di alcuni errori in fase di costruzione.
Dopo il tentato assassinio a Sydney di Alfredo, duca di Edimburgo, da parte un nazionalista cattolico irlandese, il vescovo condannò energicamente il movimento feniano che aveva ispirato il gesto.
In occasione della visita a Hobart del polemista anticattolico canadese Charles Chiniquy nel 1879, intervenne per impedire lo scontro armato tra i manifestanti cattolici irlandesi decisi ad assaltare la Town Hall difesa dagli orangisti.
Nel 1882 compì un pellegrinaggio a Gerusalemme e visitò Roma.
Nel 1888, in occasione del suo giubileo d'oro sacerdotale, gli fu conferito il titolo di arcivescovo. Il 12 maggio 1889 il cardinale Francis Patrick Moran gli impose il pallio dei metropoliti.
Entrò spesso in conflitto con il suo clero: il suo tentativo di assumere il controllo esclusivo dei beni ecclesiastici della diocesi causò un forte malcontento tra i sacerdoti e 14 di loro, su 22 totali, si opposero.
Fu spesso accusato di nepotismo per il suo atteggiamento nei confronti dei quattro nipoti sacerdoti che negli anni erano giunti in Tasmania dall'Irlanda; nel 1892 si recò a Roma nel tentativo di far eleggere suo nipote Daniel Beechinor vescovo coadiutore, con diritto di successione, di Hobart, ma a causa delle proteste del clero diocesano gli fu affiancato un altro coadiutore, Patrick Delaney, eletto vescovo di Laranda in partibus.
Fu anche astronomo e membro della Royal Society of Tasmania: nel 1892 presentò al congresso dell'Australasian Science Association di Hobart uno studio sui fenomeni solari e i loro effetti; nel 1895 inviò al congresso di Brisbane uno studio sulla conservazione dell'energia solare.
Nel 1896 celebrò il suo giubileo d'oro episcopale.
Morì a Low Head il 29 dicembre 1907 e fu sepolto a Hobart. Un suo necrologio fu pubblicato anche sul Journal of the British Astronomical Association.

## Genealogia episcopale
La genealogia episcopale è:
- Vescovo William Coppinger
- Vescovo John Murphy
- Arcivescovo Daniel Murphy